# Dreieckskrabben
Dreieckskrabben oder auch Seespinnen oder Meerspinnen (Majidae) gehören zur Teilordnung der Krabben mit etwa 700 marinen Arten, deren Carapax (Rückenpanzer) länger als breit und vorn zugespitzt ist und daher von oben oft dreieckig aussieht, woraus sich ihr Name ergibt. Die Beine und Scherenfüße sind spinnenartig lang. Körper und Beine sind mit hakenartigen Borsten besetzt, an denen die Tiere Algen und andere Fremdkörper zur Tarnung befestigen. Bei Adulten, die sich nicht mehr häuten, wachsen zudem oft Schwämme und Algen auf dem Körper, die sich das Tier zur Tarnung selbst aufsetzt. Bei der letzten Häutung wird ein starker Sexualdimorphismus deutlich. Die Männchen haben viel größere Scheren als die Weibchen. Die meisten Arten sind langsame Allesfresser, die sich von Algen, Tieren, Aas und gelegentlich von dem eigenen Tarnungsmaterial ernähren.
Die Japanische Riesenkrabbe (Macrocheira kaempferi), die größte lebende Krebsart, ist mit durchschnittlichen Beinspannen von 3 Metern ein Vertreter der Dreieckskrabben. Die kleinste Seespinne ist die Kleine Gespensterkrabbe (Macropodia parva) aus dem Atlantik. Im Mittelmeer leben die Meeresspinnen oder Teufelskrabben der Gattung Maja.

## Gattungen
| - Acanthonyx - Achaeus - Aepinus - Anasimus - Anomalothir - Arachnopsis - Batrachonotus - Camposcia - Chionoecetes - Chlorilia - Chorilia - Chorinus - Coelocerus - Collodes - Cyclax - Cyclocoeloma - Cyrtomaia - Dorhynchus - Epialtoides - Epialtus - Erileptus - Euprognatha - Eurynome - Hemus - Herbstia - Hyas - Nordische Seespinne (Hyas araneus) - Hyas coarctatus - Inachoides - Inachus - Inachus dorsettensis - Inachus phalangium - Inachus thoracicus - Leptopisa - Libinia - Lissa - Loxorhynchus - Macrocheira - Macrocoeloma | - Macropodia - Maja - Große Seespinne (Maja squinado) - Kleine Seespinne (Maja verrucosa) - Metoporhaphis - Microphrys - Mimulus - Mithraculus - Mithrax - Mocosoa - Nibilia - Notomithrax - Oplopisa - Oregonia - Pelia - Picroceroides - Pisa - Pitho - Podochela - Pugettia - Pyromaia - Rochinia - Schizophroida - Schizophrys - Scyra - Sphenocarcinus - Stenocionops - Stenorhynchus - Stilbognathus - Stilbomastax - Taliepus - Thacanophyrys - Thoe - Tyche - Xenocarcinus |